# Franco Ferrari (grecista)
Franco Ferrari (Milano, 22 novembre 1946 – Viareggio, 5 agosto 2023) è stato un grecista e traduttore italiano.

## Biografia
Fu professore di letteratura greca alla Scuola Normale di Pisa per vent'anni, dal 1981 al 2000, e all'Università dell'Aquila nel Dipartimento di culture comparate, dal 2001 al 2012. Traduttore di testi greci sia di poesia (Omero, Saffo, Teognide, Pindaro, Eschilo, Sofocle, Euripide, Menandro) sia di prosa (Platone, Senofonte), curò anche il Romanzo di Esopo.

## Opere

### Saggi
- Ricerche sul testo di Sofocle, Pisa, Scuola Normale Superiore, 1983, ISBN 978-88-764-2000-9.
- Oralità ed espressione: ricognizioni omeriche, Pisa, Giardini, 1986, ISBN 978-88-427-0973-2.
- Il romanzo di Esopo, Milano, BUR, 1997, ISBN 978-88-171-7161-8.
- Una mitra per Kleis. Saffo e il suo pubblico, Pisa, Giardinim 2007, ISBN 978-88-427-1468-2.
- La fonte del cipresso bianco. Racconto e sapienza dall' Odissea alle lamine misteriche, Torino, Utet libreria, 2007 978-88-020-7793-2.
- Sappho's Gift: The Poet and Her Community (Ann Arbor, Michigan), Classical Press, 2010, ISBN 978-09-799-7133-4.
- Il migliore dei mondi impossibili. Parmenide e il cosmo dei Presocratici, Roma, Aracne 2010, ISBN 978-88-548-3395-1.
- Anime, Chieti, Psiconline, 2013, ISBN 978-88-980-3725-4.

### Traduzioni
- Senofonte, Anabasi, Collana I Classici, Milano, BUR-Rizzoli, 1985.
- Tucidide, La guerra del Peloponneso, trad. di Claudio Moreschini, riveduta da F. Ferrari, Milano, BUR, 1985.
- Teognide, Elegie, Milano, BUR, 1989.
- Omero, Odissea, Torino, UTET, 2001.
- Platone, Leggi, Milano, BUR, 2005
- Omero, Iliade, Collana Oscar Classici, Milano, Mondadori, 2018, ISBN 978-88-0468-059-8.
- Sofocle, Antigone-Edipo Re - Edipo a Colono, Milano, BUR/Fabbri Editore